# Астрід Закрісон
Астрід Закрісон (швед. Astrid Zachrison; нар. 15 травня 1895 — 15 травня 2008) — шведська довгожителька вік якої підтверджено Групою геронтологічних досліджень (GRG) та Групою LongeviQuest (LQ). На момент смерті вона була найстарішою живою людиною в Швеції. Наразі вона й досі залишається найстаршою людиною в Швеції. Вона є першою підтвердженою людиною в історії Швеції яка досягла 113-річчя. Вона також була 2-ю найстаршою людиною, яка народилася в Північній Європі, після Крістіана Мортенсена. Померла на свій день народження у віці 113 років, 0 днів.

## Біографія
Астрід Захрісон народилася 15 травня 1895 року в Флизеріді, Кальмар, Швеція. Її мати було звати Елеонора Хосефіна Амалія (1853—1944), а батька Юліус Йонссон (1856—1933).
У 1928 році вона вийшла заміж за Таге Захрісон (1889—1977), у пари був єдиний син народився 14 грудня 1928 року який досі ще живе.
Її бабуся померла у віці 90 років.
Астрід Захрісон померла 15 травня 2008 року в Флизеріді, Ветланда, Йончепінг, Швеція під час свого 113-річчя. Вона досі залишається найстаршою людиною в Швеції.

## Рекорди довгожителя
- 13 липня 2004 року вона стала найстарішою живою людиною у Швеції.
- 6 жовтня 2007 року Астрід Закрісон перевищила останній вік Ельзи Моберг, ставши найстарішою людиною в історії Швеції, якою ще досі залишається.